# Can Refredat
Can Refredat és una casa de Tavertet (Osona) inclosa a l'Inventari del Patrimoni Arquitectònic de Catalunya.

## Descripció
Edifici entre mitgeres de planta baixa i un pis amb la teulada a dues vessants i el carener paral·lel a la façana. hi ha dues obertures per planta totes amb la llinda i els brancals de carreus de pedra. el parament és de grans pedres irregulars unides amb morter però a la part superior de la façana hi ha un canvi de parament degut a un alçament de la casa, les pedres són més petites i el morter és més fosc.